# Mobilitätsverbünde Österreich
Die Mobilitätsverbünde Österreich (Mobilitätsverbünde Österreich OG, von 2012 bis 2022 ARGE ÖVV, Akronym für Arbeitsgemeinschaft der österreichischen Verkehrsverbund-Organisationsgesellschaften OG) sind der Zusammenschluss der sieben österreichischen Verkehrsverbünde. Die Mobilitätsverbünde Österreich bilden eine österreichweite Management- und Strategieebene für die Organisation und Koordination des öffentlichen Personennahverkehrs, stellen gemeinsam die öffentliche Mobilität in Österreich sicher und sorgen für die Umsetzung und laufende Optimierung eines klimafreundlichen, zukunftsweisenden öffentlichen Verkehrsnetzes.

## Mitglieder
- Verkehrsverbund Ost-Region (VOR)
- Verkehrsverbund Steiermark (Verbundlinie)
- Salzburger Verkehrsverbund (Salzburg Verkehr)
- Verkehrsverbund Kärnten (Kärntner Linien)
- Oberösterreichischer Verkehrsverbund (OÖVV)
- Verkehrsverbund Tirol (VVT)
- Verkehrsverbund Vorarlberg (VMOBIL)

## Aufgaben
Ziel aller Verkehrsverbünde ist es, den öffentlichen Personennahverkehr (ÖPNV) nutzerfreundlicher zu gestalten, von einheitlichen Tarifen bis hin zu abgestimmten Fahrplänen. Die Mobilitätsverbünde Österreich bündeln diese Bemühungen und sorgen für Abstimmung über die jeweiligen Regionen der einzelnen Verkehrsverbünde hinaus. Durch die Zusammenarbeit und den laufenden Informationsaustausch der Verkehrsverbünde ermöglichen es die Mobilitätsverbünde Österreich, Prozesse zu optimieren und Synergien zu nutzen, um den öffentlichen Verkehr in Österreich attraktiver zu machen und weiterzuentwickeln. So waren die Mobilitätsverbünde Österreich auch in die Verhandlungen um das österreichweite KlimaTicket involviert. Zur Bearbeitung und Weiterentwicklung verbundübergreifender Themen und Fragestellungen engagieren sich die Mobilitätsverbünde Österreich zudem in jenen den öffentlichen Verkehr betreffenden, österreichweit als auch grenzübergreifend in unterschiedlichen Bereichen:
- ÖV-Mobilitätslösungen: Arbeit an gesamtheitlichen Lösungen für den öffentlichen Verkehr in ganz Österreich.
- Digitaler Datenpool: Nutzung und Weiterentwicklung gemeinsamer ÖV-Daten für zukunftsweisende Lösungen.
- Klima & Energiewende: Voranbringen von Nachhaltigkeit, Klima- und Energiestrategien.
- Know-How & Innovation: Aufbau auf flächendeckende Kompetenz und Innovationen der Verkehrsverbünde.
- Kooperationen: Zusammenarbeit mit Branchenplayern und Initiativen auf bundesweiter und europäischer Ebene.[8]

Hauptaufgabengebiet der Mobilitätsverbünde Österreich ist es, eine österreichweit einheitliche Online-Verkehrsinformationsplattform für den öffentlichen Nah-, Regional- und Fernverkehr zu entwickeln und zu betreiben und laufend weiterzuentwickeln. Dabei sollen sowohl Soll- als auch Echtzeitdaten sowie Störungsmeldungen für Endkunden abrufbar sein.
- Die Solldaten stammen aus den Fahrplänen der Verkehrsverbünde. Sie werden im Datensammelsystem (DASS) gesammelt und für die Verkehrsauskunft Österreich (VAO)[10] aufbereitet und bereitgestellt. Darüber hinaus übermitteln die Verkehrsunternehmen auch aktuelle Daten über das tatsächliche Verkehrsgeschehen, vor allem über Abweichungen (Verspätungen, Gleisänderungen etc.). Die VAO hat somit jederzeit Echtzeitdaten für ihre Auskunftstätigkeit zur Verfügung.
- Störungsmeldungen: Der HAFAS Information Manager (HIM) der ARGE ÖVV ist die zentrale Plattform für die österreichweit flächendeckende Störungskommunikation in Richtung Verkehrsauskunft Österreich (VAO). Dieses Tool ermöglicht es, Störungsmeldungen wie z. B. zu gesperrten Haltestellen oder Streckenunterbrechnungen zu erfassen, zu kommunizieren und in der Route zu berücksichtigen.
- Infrastrukturnetze: Die Mobilitätsverbünde Österreich übernimmt mittels des Fahrplanbearbeitungssystems FBS die österreichweite Datenkoordination der Infrastrukturnetze der Verbünde und koordiniert den Datenaustausch.

## Entstehung
Die Gründung der Mobilitätsverbünde Österreich geht auf das gemeinsame Ziel der Verkehrsverbünde zurück, einen Rahmen für die Verkehrsauskunft Österreich VAO GmbH zu schaffen.
- 2011 wurde ein Kooperationsübereinkommen zwischen den Verkehrsverbünden VOR, Verbundlinie, OÖVV, Salzburg Verkehr, VVT und VMOBIL als Kooperationsgemeinschaft der österreichischen Verkehrsverbünde (KGÖVV) – später ARGE ÖVV – zum Projekt „Verkehrsauskunft Österreich“ (VAO) abgeschlossen. Das VAO-Projektentwicklungs-Konsortium bestand aus österreichischen Bundesländern (Niederösterreich, Salzburg, Steiermark, Kärnten) und Städten (Wien, Graz),  ASFINAG, ARGE ÖVV (nunmehr Mobilitätsverbünde Österreich), ÖAMTC und dem österreichischen Bundesministerium für Klimaschutz, Umwelt, Energie, Mobilität, Innovation und Technologie (BMK), ITS Vienna Region, CNS-Solutions & Support, ORF (Ö3) und AustriaTech bzw. im späteren Verlauf auch ÖBB Holding. Weitere assoziierte Partner waren die Bundesländer Burgenland, Oberösterreich und Tirol, Austro Control, BMI, Österreichische Arbeitsgemeinschaft für Rehabilitation und ÖBB Infrastruktur.[11] Die VAO wurde durch Förderungen aus den Mitteln des Klima- und Energiefonds ermöglicht. Das Ergebnis ist eine Verkehrsmittel-übergreifende gemeinsame Verkehrsauskunft für ganz Österreich, die das gesamte Verkehrsgeschehen abdeckt.
- 2012 wurde die ARGE ÖVV (Arbeitsgemeinschaft der österreichischen Verkehrsverbund-Organisationsgesellschaften OG) als Offene Gesellschaft gegründet und löste die KGÖVV ab.
- 2013 wurde der interimistische Betrieb der VAO eingerichtet. Die ARGE ÖVV übernahm von Anfang an alle Agenden betreffend den öffentlichen Verkehr und der intermodalen Schnittstelle hin zum Individualverkehr.
- 2015 wurde der Gesellschaftsvertrag der Verkehrsauskunft Österreich VAO GmbH von den Gesellschaftern ASFINAG, ARGE ÖVV, ÖAMTC, BMK und ÖBB unterzeichnet. Im selben Jahr wurde auch das Competence Center Öffentlicher Verkehr (CCÖV) ins Leben gerufen. Dabei handelt es sich um eine Kooperation zwischen der ÖBB-Personenverkehr AG und der ARGE ÖVV. Das CCÖV schafft und betreut einen überregionalen bundesweiten Datenpool für den gesamten öffentlichen Verkehr. Über diesen Datenpool wird unter anderem die Verkehrsauskunft Österreich versorgt.
- 2017 trat der Verkehrsverbund Kärnten der ARGE ÖVV als Gesellschafter bei.[12]
- 2022 wurde die ARGE ÖVV in Mobilitätsverbünde Österreich umbenannt.[13]

## Organisation
Die Mobilitätsverbünde Österreich werden handelsrechtlich von einer Geschäftsführung vertreten, welche sich aus zwei Mitgliedern zusammensetzt, wobei eines der Mitglieder die Verkehrsverbund Ost-Region (VOR) GmbH ist. Das zweite Mitglied wird im zwei-Jahresrhythmus in der Gesellschafterversammlung bestellt. Kernaufgabe des Präsidiums ist die Vertretungshandlung sämtlicher Agenden der Mobilitätsverbünde Österreich-Gesellschafterversammlung nach außen sowie die Aufbereitung strategischer Vorhaben.
Für die Weiterentwicklung der Aufgaben und Fragestellungen haben die Mobilitätsverbünde Österreich Arbeitsgruppen eingerichtet. In diesen Fachausschüssen arbeiten die Mitarbeiter der Mobilitätsverbünde Österreich mit Vertretern der einzelnen Verkehrsverbünde sowie Fachexpertinnen und -experten zusammen.
Am 17. Mai 2021 wurden die Mobilitätsverbünde Österreich (zu diesem Zeitpunkt noch ARGE ÖVV) mit dem Ö3-Verkehrsaward ausgezeichnet.
Die Mobilitätsverbünde Österreich implementierten einen NeTEx-Standard für den nationalen öffentlichen Verkehr in Österreich, der auf dem European Passenger Information Profile (EPIP) basiert.
Die Mobilitätsverbünde Österreich waren maßgeblich an den Verhandlungen zum österreichweiten KlimaTicket beteiligt.
Gemeinsam mit dem Bundesministerium für Klimaschutz, Umwelt, Energie, Mobilität, Innovation und Technologie warben die Mobilitätsverbünde Österreich 2020 mit einer gemeinsamen Kampagne bei Fahrgästen für Vertrauen in die Öffis – auch und gerade in Zeiten von Corona. Unter dem Titel „Alles sicher, alles rein. Wir steigen wieder ein!“ wurde verstärkt auf den Gesundheitsschutz in Bus, Straßenbahn, U-Bahn und Zug aufmerksam gemacht.
Seit Beginn der COVID-19-Pandemie, erarbeiteten die Mobilitätsverbünde Österreich (vormals ARGE ÖVV) gemeinsam mit dem Bundesministerium für Klimaschutz, Umwelt, Energie, Mobilität, Innovation und Technologie, der Wirtschaftskammer Österreich (WKO) und den Gewerkschaften Younion und VIDA Sicherheitsmaßnahmen für Fahrgäste im öffentlichen Verkehr in ganz Österreich. Aufgrund neuer Regierungsverordnungen wurde 2022 die Fahrgastcharta angepasst um noch mehr Sicherheit zu gewähren, welche in ganz Österreich Gültigkeit hat.